# Alloclemensia
Alloclemensia is een geslacht van vlinders behorend tot de familie Incurvariidae (witvlekmotten). Het geslacht werd voor het eerst gepubliceerd door Schmidth Nielsen in 1981.

## Soorten
- Alloclemensia americana Nielsen, 1981
- Alloclemensia maculata Nielsen, 1981
- Witpuntbladsnijdermot (Alloclemensia mesospilella) (Herrich-Schaffer, 1854)
- Alloclemensia minima Kozlov, 1987
- Alloclemensia unifasciata Nielsen, 1981